# Gonçalves (sobrenome)
Gonçalves é um sobrenome patronímico que remete a Gonçalo, usado para designar quem era filho de algum Gonçalo. Como outros sobrenomes patronímicos, muitas famílias o adotaram sem terem parentesco algum entre si. Isso porque diferentes patriarcas de nome "Gonçalo" poderiam ter iniciado linhagens distintas, tendo sido seus nomes perpetuados nos descendentes.
Semelhantemente há vários outros sobrenomes portugueses, "Gonçalves" poderia ser adotado por motivos alheios, como, por exemplo, à libertação dum escravo, "herdando" o sobrenome de seu antigo senhor.
[argt. de Teylorvelic] Também há uma teoria de que os Gonçalves façam parte de uma das famílias dos judeus sefarditas (marranos ou bnei anusim: "os filhos dos forçados", os cristãos-novos) que vieram para o Brasil fugindo da Inquisição da Igreja Católica na Península Ibérica (Portugal e Espanha).
Possui as variantes González em castelhano e Gonsalves em inglês. Sua grafia arcaica é Gonsalvez.